# Пушков, Александр Арсеньевич
Александр Арсеньевич Пушков (22 декабря 1923, Тверь, Тверская губерния, РСФСР— 2013, Тверь, Тверская область, Россия) — советский учёный-химик, кандидат технических наук, Лауреат Государственной премии СССР. Руководитель секции ядерного топливного цикла в международном агентстве по атомной энергии(МАГАТЭ).

## Биография
Родился 22 декабря 1923 года в Твери. 
С началом Великой Отечественной войны ушёл на фронт добровольцем. С августа 1941 по январь 1942 года прошёл обучение во 2-м Ленинградском стрелково-пулемётном училище. После окончания обучения с января по август 1942 года в должности командира миномётного взвода 383-го стрелкового полка 118-й стрелковой дивизии участвовал в сражениях на Калининском фронте. 
В августе 1942 года под Ржевом был ранен. После выздоровления с января 1943 по сентябрь 1946 года служил в военной контрразведке в органах СМЕРШ.
В сентябре 1946 года демобилизовался в звании лейтенанта.
В 1951 году перевёлся на 3-й курс МХТИ им. Д. И. Менделеева из Ярославского технологического института резиновой промышленности.
Один из первых выпускников инженерного физико-химического факультета (1954).
По окончании института работал на кафедре технологии редких и рассеянных элементов, закончил аспирантуру, защитил кандидатскую диссертацию. Работал младшим научным сотрудником, ассистентом, доцентом, преподавал на кафедре радиационной химии МХТИ им. Д.И. Менделеева.

## Научная деятельность
Александр Арсеньевич Пушков — один из организаторов и руководителей НИОКР по центробежным экстракторам и совершенствованию экстракционных производств СССР на их основе. Проводил множество исследований, включающих: массопередачу и гидродинамику, оптимизацию конструкции экстракторов и процессов на них, основы расчёта и проектирования, системы обеспечения надёжной работы аппаратов, испытания технологических схем. В результате создал центробежные экстракторы различных модификаций: в обычном исполнении и с дистанционном управлением с помощью манипулятора или робота, для переработки растворов с примесями твёрдых фаз, с блочной и рассредоточенной компоновкой и других модификаций.
Разработал научно-технические основы расчёта и проектирования одноступенчатых центробежных экстракторов, используемые в производстве радиоактивных, редких, цветных металлов(U, Zr, Hf), антибиотиков, лекарственных препаратов, продуктов нефтехимического синтеза, очистки промышленных стоков.

## Награды и звания
- Орден Красной Звезды;
- Орден Отечественной войны II степени (1985);
- Медаль «За оборону Москвы»;
- Медаль «За победу над Германией в Великой Отечественной войне 1941—1945 гг.»;
- Почётный профессор РХТУ им. Д.И Менделеева (2007)[4];
- Лауреат Государственной премии СССР (1989);
- Лауреат премии Совета Министров СССР (1985);
- Член Комиссии по экстракции Научного совета РАН по неорганической химии, НТС по процессам и аппаратам,
- член редколлегии журнала «Химическая технология».

## Труды
- Кузнецов Г. И., Пушков А. А., Косогоров А. В., Семёнов М. И. Интенсификация производства антибиотиков с использованием ступенчатых центробежных экстракторов. // Журн. прикл. хим. 1993. Т.66. № 10. С. 2258—2262.

- Кузнецов Г. И., Пушков А. А. Экстракционные аппараты. // Сб. статей «Современные проблемы химии и технологии экстракции». М. 1999. T. I. C.211-230.
- Кузнецов Г. И., Пушков А. А., Косогоров А. В. Центробежные экстракторы ЦЕНТРЭК. Изд. РХТУ им. Д.И Менделеева, 2000. 213с.[5]